# تشن هاو
تشن هاو (بالصينية: 陈灏) (28 يناير 1993 في الصين - ) هو لاعب كرة قدم صيني في مركز الهجوم. شارك مع منتخب الصين تحت 17 سنة لكرة القدم ومنتخب الصين تحت 20 سنة لكرة القدم. أما مع النوادي، فقد لعب مع شاندونغ لونينغ ونادي هينان جيانيي وShanghai Shenxin F.C. ‏ وShandong Province Youth Football Team ‏.

## روابط خارجية
- تشن هاو على موقع قاعدة بيانات كرة القدم.إي يو (الإنجليزية)
- تشن هاو على موقع Soccerway.com (الإنجليزية)
- تشن هاو على موقع اللجنة الأولمبية الصينية (الإنجليزية)